# 刘奉世
刘奉世（1041年—1113年），字仲冯，临江新喻县（江西省新余市）人，北宋大臣，刘敞的儿子，劉攽的侄子。
刘奉世天资沉稳，做事有法度。中进士第。熙宁三年（1070年），初任枢密院诸房检详文字，后以太子中允居吏房。
之前，进奏院每五日将文件整理上报枢密院，然后散发四方。而邸吏则事先呈报，或者改为家书邮寄。刘奉世请求革除定本，除去实封，只以通函形式呈报。朝廷听从。宋神宗称他尽职不苟，加升为集贤校理、检正中书户房公事，改任刑房，进升为直史馆、国史院编修官。大理处理相州的案件，详断官窦革将案件呈报刘奉世，刘奉世说：“君自以法办理，不用先给我说。”后来蔡确以这件事罗织刘奉世之罪，贬为蔡州粮料院。很久后，为吏部员外郎。
宋哲宗元祐初年，历任度支左司郎中、起居郎、天章阁待制、枢密都承旨、户部吏部侍郎、权户部尚书。元祐七年（1092年），拜枢密直学士，签书枢密院事。哲宗亲政，用二内侍为押班，中书舍人吕希纯封驳退回。哲宗称有近例，刘奉世说：“虽有近例，无奈不能让大家知晓，所以开始的先例是错的。”哲宗取消命令。既而章惇当国，刘奉世请求免去。
绍圣元年（1094年），以端明殿学士知成德军，改任定州。一年后，知成都府。经过都城入觐，想要说朋党互相倾轧的情况。宋哲宗想让他来，曾布说：“元祐变神宗先朝之法，没有一个人反对，刘奉世也有作用，是漏网之鱼，陛下还是不见为好。”于是不许。第二年，贬为光禄少卿，分司南京，安置郴州。御史中丞邢恕弹劾刘奉世联合刘挚倾害大臣，依附吕大防、苏辙，得以执政，再贬隰州团练副使。
宋徽宗即位，恢复其官职，历知定州、大名府、郓州。崇宁初年，再次夺职，贬置沂州、兖州，因为赦免得归京师。政和三年（1113年），恢复端明殿学士。薨，时年七十三岁。
刘奉世擅长吏治，崇尚安静，文词雅致，最精通《汉书》之学。常说：“我家世代只知道事君尽忠，自我反省没有愧疚，可让士大夫公论。人生得失是常理也，就像寒暑加人，虽善于养生之人不能无病，正须泰然处之。”